# Hyalophora columbia
Hyalophora columbia är en fjärilsart som beskrevs av Smith 1863. Hyalophora columbia ingår i släktet Hyalophora och familjen påfågelsspinnare. Inga underarter finns listade i Catalogue of Life.

## Bildgalleri

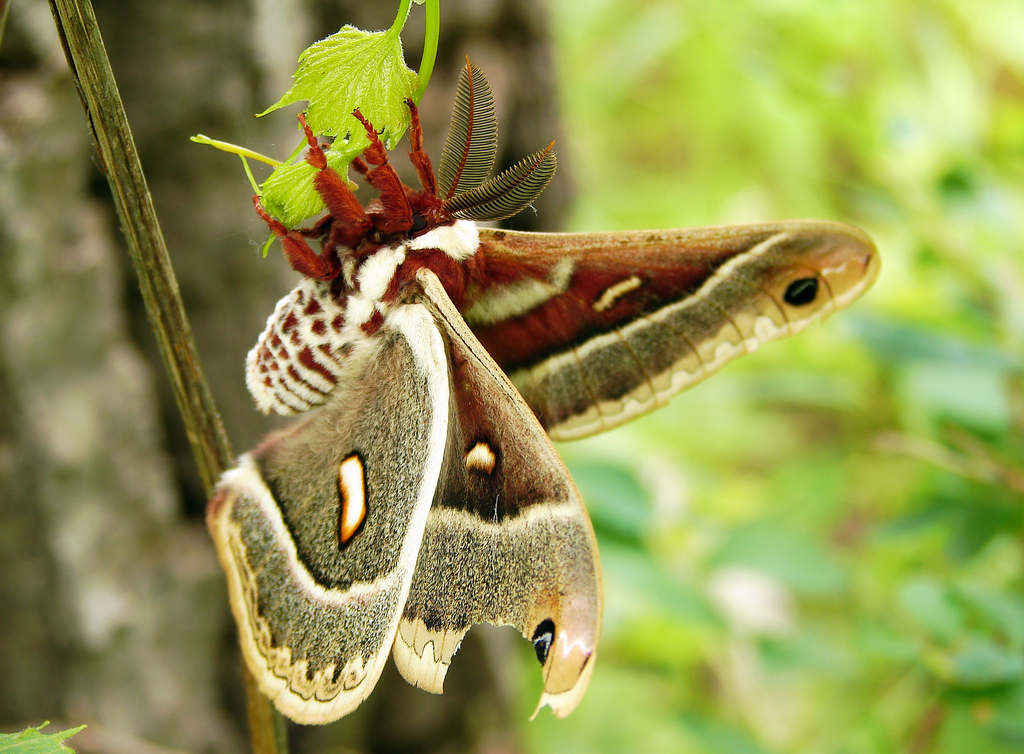
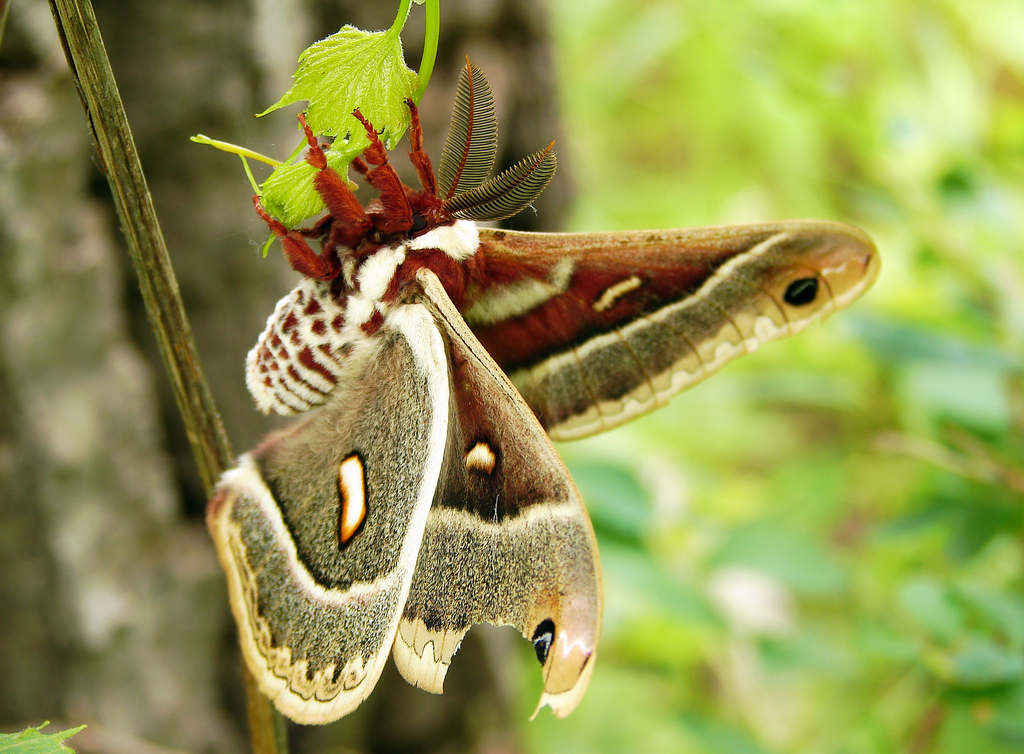